# Treillières
Treillières è un comune francese di 7 868 abitanti situato nel dipartimento della Loira Atlantica nella regione dei Paesi della Loira.

## Storia

### Simboli
Lo stemma è stato adottato negli anni Sessanta del secolo scorso. Le chiavi ricordano che il comune faceva parte del dominio dei vescovi di Nantes. Le moscature di armellino sottolineano l'appartenenza all'antica provincia della Bretagna. I covoni d'oro sono ripresi da un sigillo del duca Francesco II, padre di Anna di Bretagna, e sottolineano la vocazione agricola del territorio. Lo stemma è stato utilizzato occasionalmente dal comune in alcuni documenti ufficiali prima di abbandonarlo negli anni '90 per un'immagine più moderna.

## Società

### Evoluzione demografica
Abitanti censiti